# ملحقات التاج البريطاني

خارطة مواقع تبعيات التاج البريطاني: جزيرة مان في البحر الأيرلندي، وجزيرتي جيرزي وغيرنزي (جزر القنال الإنجليزي) في بحر المانش.

ملحقات التاج البريطاني (بالإنجليزية: Crown dependency)‏ هي ثلاثة ملحقات (أقاليم) من الجزر البريطانية تعود ملكيتها للتاج البريطاني وتتمتع بحكم ذاتي وهي: منطقة غيرنزي، ومنطقة جيرزي وجزيرة مان. لا تعد هذه الملحقات جزءًا من المملكة المتحدة أو أقاليم ما وراء البحار البريطانية. تمتلك صفة «الأقاليم التي تتولى مسؤوليتها المملكة المتحدة»، بدلًا من كونها دول ذات سيادة. نتيجةً لذلك، فإنها لا تعد دولًا أعضاء في الكومنولث. مع ذلك، فإن لها علاقات مع الكومنويلث ومنظمات دولية أخرى، وهي أعضاء في المجلس الإيرلندي البريطاني. ولديهم فرقهم الخاصة في دورة ألعاب الكومنولث.
يعد التطور السياسي لكل جزيرة منها مستقلًا إلى حد كبير عن المملكة المتحدة، التي غالبًا ما يكون متوازيًا معها، وهم أقرب لكونهم «دول مصغرة تتمتع بسلطات واسعة من الحكم الذاتي».
بما أن ملحقات التاج ليست دولًا مستقلة، تقع سلطة إصدار التشريعات المؤثرة على الجزر بشكل كامل على عاتق الملك في المجلس (رغم أن هذه السلطة نادرًا ما تطبق بدون موافقة الملحقات، ويعد حقهم في ذلك موضع جدل). من ناحية ثانية، يمتلك كل منها مجلسه التشريعي الخاص، وسلطة التشريع في العديد من الأمور المحلية بموافقة التاج (موافقة مجلس الملك الخاص بالمملكة المتحدة، أو نائب الحاكم في حالات معينة كما في حالة جزيرة مان). يسمى رئيس الحكومة كبير الوزراء في جيرسي وجزيرة مان. الممثل الرئيسي للحكومة المعتمدة على اللجان في غيرنزي، هو رئيس لجنة السياسات والموارد.

## التعريف
يُعرّف «التاج» بشكل مختلف في كل واحدة من ملحقات التاج. في جيرسي، تعرفه تصريحات المسؤولين القانونيين للتاج المتعلقة بالمركز الدستوري في القرن الحادي العشرين بأنه «التاج الشرعي في جيرسي»، حيث أن جميع أراضي التاج في منطقة جيرسي تعود ملكيتها للتاج الشرعي في جيرزي وليس للتاج البريطاني. تعرف الهيئة التشريعية في جزيرة مان «التاج الشرعي في جزيرة مان» بأنه منفصل عن «التاج الشرعي في المملكة المتحدة». في غيرنزي، تعرفه الهيئة التشريعية بأنه «التاج الشرعي في المنطقة»، وقد أكد المسؤولون القانونيون للتاج في غيرنزي أن «التاج في هذا السياق يعني عادةً التاج الشرعي في جمهورية منطقة غيرنزي» وأن هذا يشمل «المؤسسات المدنية والحكومية المشتركة، التي أسسها الملك وتحت سلطته، لحكم هذه الجزر بما في ذلك ولايات غيرنزي والسلطات التشريعية في الجزر الأخرى، والمحكمة الملكية والمحاكم الأخرى، ونائب الحاكم وسلطات الأبرشية والمجلس الملكي بالنيابة عن التاج». صيغ هذا المفهوم الدستوري أيضًا على أنه «التاج الشرعي لمنطقة غيرنزي».
| الاسم        | الموقع            | لقب الملك      | المساحة                | عدد السكان | الجزيرة   | الجيش | العاصمة                        | المطار                            |
| منطقة غيرنزي | القناة الإنجليزية | دوق النورماندي | 78 كم2                 | 67,334     | ألدرني    |       | سان آن                         | مطار ألدرني                       |
| منطقة غيرنزي | القناة الإنجليزية | دوق النورماندي | 78 كم2                 | 67,334     | غيرنزي    |       | سان بيتر بورت                  | مطار غيرنزي                       |
| منطقة غيرنزي | القناة الإنجليزية | دوق النورماندي | 78 كم2                 | 67,334     | هيرم      |       | لا يوجد                        | لا يوجد                           |
| منطقة غيرنزي | القناة الإنجليزية | دوق النورماندي | 78 كم2                 | 67,334     | سارك      |       | فعليًا ساينوري؛ ليس لديها عاصمة | لا يوجد                           |
| منطقة جيرسي  | القناة الإنجليزية | دوق النورماندي | 118.2 كم2 (46 كم مربع) | 107،800    | جيرسي     |       | سان هيلير                      | مطار جيرسي                        |
| جزيرة مان    | البحر الإيرلندي   | لورد مان       | 572 كم2 (221 متر مربع) | 83،314     | جزيرة مان |       | دوغلاس                         | مطار جزيرة مان (مطار روندالدسواي) |

### جزر القناة
يتم حكم جزر القناة منذ عام 1290 على أنها:
- منطقة غيرنزي، التي تضم جزر آلدرني، وبريكهو، وغيرنزي، وهرم، وجيثو، وليهو وسارك؛
- منطقة جيرسي، التي تضم جزيرة جيرسي وجزر صغيرة غير مسكونة مثل إيكريهوز ومينكيرز.

كل منطقة هي ملحق بالتاج ويترأس كل منها مأمور تنفيذ، ونائب حاكم ممثلًا عن التاج في كل منطقة. تمتلك كل منطقة منها أنظمة قانونية وأنظمة رعاية صحية خاصة بها، وسياسات هجرة منفصلة حيث أن النظام المحلي في واحدة منها ليس له نفوذ في الأخرى. تطبق كلتا المنطقتين اتفاقية للازدواج الضريبي ثنائية. منذ عام 1961، تمتلك الجزيرتين محكمتي استئناف منفصلتين، لكن عمومًا، يتم تعيين المأمور التنفيذي في كل منطقة للعمل في لجنة قضاة الاستئناف للمنطقة الأخرى.

#### منطقة غيرنزي
تضم منطقة غيرنزي ثلاث سلطات قضائية منفصلة:
- آلدرني، بما فيها الجزر المحيطة الصغيرة غير المأهولة.
- غيرنزي، التي تضم أيضًا جزر هرم، وجيثو، وليهو القريبة وجزر أخرى أصغر غير مأهولة.
- سارك، التي تضم أيضًا جزر بريكو القريبة، والجزر الصغيرة غير المأهولة.

مجلس نواب غيرنزي هو ولايات التشاور، ومجلس نواب سارك يسمى رئيس الادعاءات، ويدعى مجلس نواب آلدرني بولايات آلدرني. يمكن للمجالس الثلاثة مع بعضها أن توافق على تشريع مشترك على امتداد المناطق وينطبق في الأجزاء منها التي توافق عليها مجالسها. لا يوجد أحزاب سياسية في أي من المجالس؛ ويخوض المرشحون الانتخابات بصفتهم مستقلين.

#### منطقة جيرسي
تتألف منطقة جيرسي من جزيرة جيرسي وعدد من الجزر غير المأهولة المحيطة بها.
مجلس النواب هو مجلس الولايات، الذي ذكر لأول مرة في وثيقة عام 1497. طرح قانون ولايات جيرسي لعام 2005 منصب كبير وزراء جيرسي، وألغى حق المأمور التنفيذي في الاعتراض على قرار الولايات وسلطة نائب الحاكم في الطعن بقرار الولايات، وأكد على أن أي أمر من المجلس أو قانون من المملكة المتحدة يُقترح تطبيقه على جيرسي يجب أن يشار فيه إلى الولايات، كي تتمكن من التعبير عن رأيها به. يوجد عدد قليل من الأحزاب السياسية، حيث يترشح المرشحون إلى الانتخابات بصفتهم مستقلين.

### جزيرة مان
تزعم المحكمة العليا لجزيرة مان أو تاينوالد جزيرة مان أنها أقدم مجلس نواب ما يزال قائمًا في العالم، ويعود تاريخه إلى عام 979. (من ناحية ثانية، لا تدعي أنها أقدم مجلس نواب في العالم، حيث يعود تاريخ ألثينغي آيسلندا إلى عام 930). يتألف من مجلس رؤساء منتخب شعبيًا ومجلس تشريعي منتخب بشكل غير مباشر، اللذان يمكن أن يجتمعا بشكل منفصل أو مشترك لمناقشة التشريعات، التي عندما يتم تمريرها لتصبح قانونًا تسمى «قوانين تاينوالد». غالبًا ما يخوض المرشحون انتخابات مجلس الرؤساء كمستقلين، بدلًا من أين يتم اختيارهم من قبل الأحزاب السياسية. يوجد مجلس وزراء يترأسه كبير الوزراء.
على عكس ملحقات التاج الأخرى، تمتلك جزيرة مان اتفاقية محفظة مشتركة مع المملكة المتحدة.

## وصلات خارجية
- ولايات جيرزي.
- ولايات غيرنزي.
- حكومة جزيرة مان.
- وزارة العدل البريطانية.